# منطقه بینه‌قدی
منطقهٔ بینه‌قدی (به ترکی آذربایجانی: Binəqədi raion) یک منطقهٔ مسکونی در جمهوری آذربایجان است که در باکو واقع شده‌است. منطقهٔ بینه‌قدی ۲۴۰٬۸۰۰ نفر جمعیت دارد.